# 普里維特涅 (洛卡奇區)
50°38′14″N 24°44′56″E / 50.63722°N 24.74889°E
普里維特涅（烏克蘭語：Привітне），是烏克蘭的村落，位於該國西部沃倫州，由沃洛德米爾區負責管轄，始建於1156年，面積2.03平方公里，海拔高度224米，2001年人口1,351，人口密度每平方公里665.19人。